# Flix
Flix è un comune spagnolo di 3 952 abitanti situato nella comunità autonoma della Catalogna.

## Storia
Il 4 ottobre del 1154, dopo aver appena comprato Tortosa dai genovesi, Raimondo Berengario IV investì Bonifacio della Volta, figlio di Ingo II, del feudo permanente ereditario del castello e del territorio di Flix (Flessia, di cui i Cattaneo di Napoli portano ancora il titolo di signori di Flessia).